# Stražnje goljenične vene
Stražnje goljenične vene (lat. venae tibiales posteriores) su duboke vene potkoljenice koje odvode deoksigenrianu krv iz stražnjeg dijela potkoljenice i tabanskog dijela stopala. Na mjestu spoja s prednjim goljeničnim venama (lat. venae tibiales posteriores) oblikuju zakoljenu venu (lat. vena poplitea).
Stražnje goljenične vene, prije spoja s prednjim goljeničnim venama, spajaju se s lisnim venama (lat. venae fibulares).
Stražnje goljenične vene, obično se nalaze u paru (po dvije vene zajedno) i u svome tijeku prate stražnju goljeničnu arteriju (lat. arterija tibialis posterior), pa spadaju u skupinu tzv.  lat. venae commitantes, pratećih vena.